# Topornik krępy
Topornik krępy (Argyropelecus olfersii) – gatunek małej (do 9 cm długości) morskiej ryby wężorokształtnej z rodziny przeźreniowatych (Sternoptychidae).

## Występowanie
Północno-wschodnia część Oceanu Atlantyckiego (na północ od 30°N) oraz południowa część Oceanu Spokojnego na południe od 22°S. Występuje w otwartych wodach oceanicznych, na głębokościach od 300 do 600 m (100–800 m).

## Biologia i ekologia
Żywi się skorupiakami planktonowymi. Podążając za nimi wykonuje pionowe wędrówki dobowe. Zjada też małe ryby.

## Znaczenie gospodarcze
Gatunek bez znaczenia gospodarczego. Nie jest poławiany.